# Агирре, Марк
Марк Э́нтони Агирре (англ. Mark Anthony Aguirre; 10 декабря 1959, Чикаго, Иллинойс) — американский баскетболист, двукратный чемпион НБА, участник трёх матчей всех звёзд НБА.

## Ранние годы
Агирре родился и вырос в Чикаго. Он ходил в школу Уэстинхаус и в старших классах выступал за её баскетбольную команду. После удачных выступлений на школьном уровне Агирре, получив баскетбольные стипендии, выбирает университет Де Поля, знаменитый прежде всего своим выпускником Джорджом Майкеном, а также связкой Агирре — Терри Каммингс. За университетскую команду «Блу Дименс» Марк выступал в течение трёх лет, после чего выставил свою кандидатуру на драфт 1981 года. Статистика Агирре за эти годы была просто завораживающей для любого скаута: 24,5 очка в среднем за матч в «золотые» для баскетбола 1980-е годы и огромное внимание со стороны клубов НБА. Наибольшее количество наград Марк получил после сезона NCAA 1979/80 среди которых: приз Нейсмита лучшему игроку года среди студентов, приз имени Оскара Робертсона, приз имени Адольфа Раппа, баскетболист года среди студентов по версии Sporting News, баскетболист года среди студентов по версии Associated Press, баскетболист года среди студентов по версии United Press International и место во многих символических сборных.
По завершении сезона он даже был выбран в олимпийскую сборную США, за которую, впрочем, так и не сыграл из-за решения американского руководства о бойкоте летних Олимпийских игр 1980 года в Москве.
После решения Агирре о переходе в НБА с третьего курса, многие клубы специально проигрывали матчи регулярного сезона, чтобы иметь место на драфте 1981 года как можно выше. Клубы видели в нём будущего фрэнчайз-игрока (вокруг которого строится команда на несколько лет вперед), что в итоге вылилось в выбор «Даллас Маверикс» Марка под общим первым номером.

## Карьера в НБА

### Даллас Маверикс
Несмотря на все хвалебные отзывы, место в основе с первых матчей Агирре никто не гарантировал и, особенно, в конкуренции с неожиданно раскрывшимся ещё одним новичком сезона Джеем Винсентом, выбранным лишь под первым номером второго раунда и общим 24-м драфта НБА 1981 года. В общей сложности, Марк сыграл в сезоне 1981/82 лишь 52 игры, в которых набирал 18,7 очка в среднем за игру, что являлось вторым командным показателем результативности после Винсента. Агирре проиграл борьбу последнему за Сборную новичков НБА, пропустив часть сезона из-за травмы.
В следующем сезоне тренер «Маверикс» Дик Мотта стал использовать дуэт лёгких форвардов вместе со старта. Это единственный сезон Агирре, в котором он сыграл все 81 игру регулярного сезона, набирая в среднем 24,4 очка и делая 6,3 подбора и 4,1 передачи в среднем за матч. Но Даллас, сделав ставку на второгодок снова не вышел в плей-офф, проиграв борьбу в заключительной части регулярки. Сезон 1983/84 стал наиболее успешным в профессиональной карьере баскетболиста — средние 29,5 очка за игру стали вторым показателем результативности по лиге, после 30,6 Эдриана Дентли из Юты. В этом сезоне «Даллас Маверикс» также прошли в плей-офф, проиграв во втором раунде «Лос-Анджелес Лейкерс».
В последующих двух сезонах «Мавс» закончат регулярный сезон с идентичными прошлому году показателями побед и поражений (44-38), что легко позволит им пробиваться в игры на выбивание, а Марку оставаться лидером команды. В сезонах 1986/87 и 1987/88 баскетболист, набирая в среднем более 24 пунктов за матч выбирается на Матч всех звёзд НБА. В последнем Даллас дошёл до финала конференции, в котором лишь в заключительном седьмом матче уступил будущим чемпионам «Лос-Анджелес Лейкерс» с Каримом Абдул-Джаббаром, Мэджиком Джонсоном и MVP финала Джеймсом Уорти в составе.
Последний для Агирре сезон в «Даллас Маверикс» оказался неполным — в результате конфликта баскетболиста с тренером и партнёрами по команде Агирре был обменян в «Детройт Пистонс» на Эдриана Дантли и право выбора в первом раунде драфта следующего года. Обмен состоялся в зимний перерыв по настоянию самого Агирре.

### Детройт Пистонс
Во второй половине сезона 1988/89 года Марк присоединяется к звёздной команде Детройта с Айзеей Томасом, Биллом Лэймбиром, Джо Думарсом и конкурентом по позиции Деннисом Родманом под руководством Чака Дэйли. В этом сезоне «Детройт Пистонс» завоевали чемпионский титул при непосредственном участии Марка Агирре, который успел влиться в коллектив и набирал более 15 очков за матч в команде с другими лидерами.
Сезон 1989/90 года «Пистонс» провели чемпионским составом без потерь, уверенно заняв первое место Восточной конференции по результатам регулярного сезона и обыграв в финале плей-офф «Портленд Трэйл Блэйзерс», перед этим обыграв в семиматчевом противостоянии «Чикаго Буллз» с Майклом Джорданом. Много специалистов отметило в этих матчах отличные защитные действия Агирре, которых Марк избегал в предыдущих сезонах.
Игры последующих сезонов Марк Агирре преимущественно начинал со скамейки запасных, хотя и не терял в результативности. После нескольких неудачных серий плей-офф Детройт в межсезонье 1993 года решает распрощаться с Агирре и ещё несколькими ключевыми игроками. И Марк как неограниченный свободный агент подписывает однолетний контракт с «Лос-Анджелес Лейкерс» на $150 000.

### Лос-Анджелес Клипперс
В составе «Клипперс» Агирре завершил карьеру, отойдя на вторые роли в команде. После этого аналитики множество раз признавали Марка одним из самых недооценённых игроков НБА нового поколения.

## Статистика

### Статистика в НБА
| Сезон                                                                                    | Команда  | Регулярный сезон | Регулярный сезон | Регулярный сезон | Регулярный сезон | Регулярный сезон | Регулярный сезон | Регулярный сезон | Регулярный сезон | Регулярный сезон | Регулярный сезон | Регулярный сезон | Серия плей-офф | Серия плей-офф | Серия плей-офф | Серия плей-офф | Серия плей-офф | Серия плей-офф | Серия плей-офф | Серия плей-офф | Серия плей-офф | Серия плей-офф | Серия плей-офф |
| Сезон                                                                                    | Команда  | GP               | GS               | MPG              | FG%              | 3P%              | FT%              | RPG              | APG              | SPG              | BPG              | PPG              | GP             | GS             | MPG            | FG%            | 3P%            | FT%            | RPG            | APG            | SPG            | BPG            | PPG            |
| ---------------------------------------------------------------------------------------- | -------- | ---------------- | ---------------- | ---------------- | ---------------- | ---------------- | ---------------- | ---------------- | ---------------- | ---------------- | ---------------- | ---------------- | -------------- | -------------- | -------------- | -------------- | -------------- | -------------- | -------------- | -------------- | -------------- | -------------- | -------------- |
| 1981/82                                                                                  | Даллас   | 51               | 20               | 28,8             | 46,5             | 35,2             | 68,0             | 4,9              | 3,2              | 0,7              | 0,4              | 18,7             | Не участвовал  | Не участвовал  | Не участвовал  | Не участвовал  | Не участвовал  | Не участвовал  | Не участвовал  | Не участвовал  | Не участвовал  | Не участвовал  | Не участвовал  |
| 1982/83                                                                                  | Даллас   | 81               | 75               | 34,4             | 48,3             | 21,1             | 72,8             | 6,3              | 4,1              | 1,0              | 0,3              | 24,4             | Не участвовал  | Не участвовал  | Не участвовал  | Не участвовал  | Не участвовал  | Не участвовал  | Не участвовал  | Не участвовал  | Не участвовал  | Не участвовал  | Не участвовал  |
| 1983/84                                                                                  | Даллас   | 79               | 79               | 36,7             | 52,4             | 26,8             | 74,9             | 5,9              | 4,5              | 1,0              | 0,3              | 29,5             | 10             | 0              | 35,0           | 47,8           | 0,0            | 77,2           | 7,6            | 3,2            | 0,5            | 0,5            | 22,0           |
| 1984/85                                                                                  | Даллас   | 80               | 79               | 33,7             | 50,6             | 31,8             | 75,9             | 6,0              | 3,1              | 0,8              | 0,3              | 25,7             | 4              | 4              | 41,0           | 49,4           | 50,0           | 84,4           | 7,5            | 4,0            | 0,8            | 0,0            | 29,0           |
| 1985/86                                                                                  | Даллас   | 74               | 73               | 33,8             | 50,3             | 28,6             | 70,5             | 6,0              | 4,6              | 0,8              | 0,2              | 22,6             | 10             | 10             | 34,5           | 49,1           | 33,3           | 63,6           | 7,1            | 5,4            | 0,9            | 0,0            | 24,7           |
| 1986/87                                                                                  | Даллас   | 80               | 80               | 33,3             | 49,5             | 35,3             | 77,0             | 5,3              | 3,2              | 1,1              | 0,4              | 25,7             | 4              | 4              | 32,5           | 50,0           | 0,0            | 76,7           | 6,0            | 2,0            | 2,0            | 0,0            | 21,3           |
| 1987/88                                                                                  | Даллас   | 77               | 77               | 33,9             | 47,5             | 30,2             | 77,0             | 5,6              | 3,6              | 0,9              | 0,7              | 25,1             | 17             | 17             | 32,8           | 50,0           | 38,2           | 69,8           | 5,9            | 3,3            | 0,8            | 0,5            | 21,6           |
| 1988/89                                                                                  | Даллас   | 44               | 44               | 34,8             | 45,0             | 29,3             | 73,0             | 5,3              | 4,3              | 0,7              | 0,7              | 21,7             | Не участвовал  | Не участвовал  | Не участвовал  | Не участвовал  | Не участвовал  | Не участвовал  | Не участвовал  | Не участвовал  | Не участвовал  | Не участвовал  | Не участвовал  |
| 1988/89                                                                                  | Детройт  | 36               | 32               | 29,7             | 48,3             | 29,3             | 73,8             | 4,2              | 2,5              | 0,4              | 0,2              | 15,5             | 17             | 17             | 27,2           | 48,9           | 27,6           | 73,7           | 4,4            | 1,6            | 0,5            | 0,2            | 12,6           |
| 1989/90                                                                                  | Детройт  | 78               | 40               | 25,7             | 48,8             | 33,3             | 75,6             | 3,9              | 1,9              | 0,4              | 0,2              | 14,1             | 20             | 3              | 22,0           | 46,7           | 33,3           | 75,0           | 4,6            | 1,4            | 0,5            | 0,2            | 11,0           |
| 1990/91                                                                                  | Детройт  | 78               | 13               | 25,7             | 46,2             | 30,8             | 75,7             | 4,8              | 1,8              | 0,6              | 0,3              | 14,2             | 15             | 2              | 26,5           | 50,6           | 36,4           | 82,4           | 4,1            | 1,9            | 0,8            | 0,1            | 15,6           |
| 1991/92                                                                                  | Детройт  | 75               | 12               | 21,1             | 43,1             | 21,1             | 68,7             | 3,1              | 1,7              | 0,7              | 0,1              | 11,3             | 5              | 0              | 22,6           | 33,3           | 20,0           | 85,7           | 1,8            | 2,4            | 0,4            | 0,2            | 9,0            |
| 1992/93                                                                                  | Детройт  | 51               | 15               | 20,7             | 44,3             | 36,1             | 76,7             | 3,0              | 2,0              | 0,3              | 0,1              | 9,9              | Не участвовал  | Не участвовал  | Не участвовал  | Не участвовал  | Не участвовал  | Не участвовал  | Не участвовал  | Не участвовал  | Не участвовал  | Не участвовал  | Не участвовал  |
| 1993/94                                                                                  | Клипперс | 39               | 0                | 22,0             | 46,8             | 39,8             | 69,4             | 3,0              | 2,7              | 0,5              | 0,2              | 10,6             | Не участвовал  | Не участвовал  | Не участвовал  | Не участвовал  | Не участвовал  | Не участвовал  | Не участвовал  | Не участвовал  | Не участвовал  | Не участвовал  | Не участвовал  |
|                                                                                          | Всего    | 923              | 639              | 30,0             | 48,4             | 31,2             | 74,1             | 5,0              | 3,1              | 0,7              | 0,3              | 20,0             | 102            | 57             | 29,0           | 48,5           | 31,7           | 74,7           | 5,3            | 2,6            | 0,7            | 0,2            | 17,1           |
| Наведите курсор мыши на аббревиатуры в заголовке таблицы, чтобы прочесть их расшифровку. |          |                  |                  |                  |                  |                  |                  |                  |                  |                  |                  |                  |                |                |                |                |                |                |                |                |                |                |                |